# میشل کورارینو
میشل کورارینو (انگلیسی: Michele Currarino؛ زادهٔ ۶ اوت ۱۹۹۲) بازیکن فوتبال است.
از باشگاه‌هایی که در آن بازی کرده‌است می‌توان به باشگاه فوتبال ویرتوس انتلا اشاره کرد.